# Emily Lennox
Emily Lennox, duchesse de Leinster (6 octobre 1731 – 27 mars 1814), connue avant 1747 comme Lady Emily Lennox, de 1747 à 1761, comme la comtesse de Kildare et de 1761 à 1766 comme la marquise de Kildare, est la deuxième des célèbres sœurs Lennox, filles de Charles Lennox (2e duc de Richmond) (qui est un descendant illégitime du roi Charles II d'Angleterre) et son épouse Sarah Cadogan.

## Famille
Lady Emily épouse James FitzGerald (1er duc de Leinster), le 7 février 1747. Après leur mariage, à Londres, le couple retourne vivre à Fitzgerald en Irlande, résidant à Leinster House puis Carton House.
Leur mariage aurait été heureux, en dépit des infidélités de l'époux. Le couple a dix-neuf enfants :
- George FitzGerald, comte de Offaly (15 janvier 1748 – Richmond House, 26 septembre 1765), il est décédé à l'âge de dix-sept ans ;
- William FitzGerald (2e duc de Leinster) (12 mars 1749 – 20 octobre 1804), il épouse Emilie Saint-Georges (fille de Saint-Georges de Saint-Georges 1er baron de Saint-Georges), le 4 novembre 1775. Ils ont neuf enfants ;
- Caroline FitzGerald (21 juin 1750 – 13 avril 1754) est décédé à l'âge de trois ans ;
- Emily Mary FitzGerald (15 mars 1751 – 8 avril 1818), elle épouse Charles Coote (1er comte de Bellomont) le 20 août 1774. Ils ont cinq enfants ;
- Henrietta FitzGerald (9 décembre 1753 – 10 septembre 1763) est décédé à l'âge de neuf ans ;
- Caroline FitzGerald (avril 1755) ;
- Charles FitzGerald (1er baron Lecale) (30 juin 1756 – 30 juin 1810), il se marie deux fois et a deux enfants illégitimes ;
- Charlotte Marie Gertrude FitzGerald (en) (29 mai 1758 – 13 septembre 1836), elle épouse Joseph Strutt le 23 février 1789. Ils ont quatre enfants ;
- Louisa Bridget FitzGerald (19 juin 1760 – janvier 1765) est décédé à l'âge de cinq ans ;
- Henry FitzGerald (30 juillet 1761 – 8 juillet 1829), il épouse Charlotte de Boyle-Walsingham le 3 août 1791. Ils ont douze enfants ;
- Sophia Sarah Mary FitzGerald (26 septembre 1762 – 21 mars 1845) ;
- Lord Edward FitzGerald (15 octobre 1763 – 4 juin 1798), il épouse Stéphanie Caroline Anne Syms le 27 décembre 1792. Ils ont trois enfants ;
- Robert Stephen FitzGerald (1765 – 2 janvier 1833), un diplomate ; marié à Sophie Charlotte Fielding ;
- Gerald FitzGerald (janvier 1766 – 1788). Noyé dans le navire où il est en service ;
- Auguste FitzGerald (15 janvier 1767 – 2 janvier 1771) est décédé à l'âge de trois ans ;
- Fanny FitzGerald (28 janvier 1770 – 1775) est décédée à l'âge de cinq ans ;
- Lucy Anne FitzGerald (5 février 1771 – 1851), elle épouse l'amiral Sir Thomas Foley, le 31 juillet 1802 ;
- Louisa FitzGerald (1772 – 1776), elle meurt à l'âge de quatre ans ;
- George Simon FitzGerald (16 avril 1773 – mai 1783). Reconnu comme fils de Lord Kildare, mais est en fait l'enfant biologique de William Ogilvie.

Lord Kildare est créé successivement marquis de Kildare et duc de Leinster en reconnaissance de sa contribution à la vie politique de son pays. C'est en partie l'influence du duc qui conduit à une rupture entre la duchesse et de sa sœur aînée, Georgiana Caroline Lennox.

## Biographie
Après la mort de Lord Kildare le 19 novembre 1773, Emily se marie avec le tuteur de ses enfants, William Ogilvie le 26 août 1774. Emily commence une relation quelques années plus tôt à Frescati House. Malgré son remariage, elle continue à être connue comme La duchesse douairière de Leinster. Ogilvie est de neuf ans son cadet, et est le père naturel de son plus jeune fils, issu de son premier mariage. Ils vivent une partie de leur mariage, au château d'Ardglass dans Ardglass, dans le Comté de Down, où Ogilvie travaille pour développer le village. Trois autres enfants sont nés après leur mariage:
- Cecilia Margaret Ogilvie (9 juillet 1775 – 1824) elle épouse Charles Lock (en) le 12 juillet 1795. Ils ont trois filles.
- Charlotte Ogilvie (né et mort en 1777).
- Emily Charlotte "Mimie" Ogilvie (mai 1778 – 22 janvier 1832) elle épouse Charles George Beauclerk (fils de Topham Beauclerk et son épouse Diana Spencer; brièvement député[3]), le 29 avril 1799. Ils ont treize enfants.

Emily est traitée généreusement par son premier mari. Il laisse une pension de 4 000 livres par an, et l'usufruit viager de Leinster House (Dublin) et Carton (qu'elle échange pour Frescati Maison et 40 000 livres) avec l'ensemble de leurs contenus. Elle z apporté une dot de 10 000 livres, de sorte que la pension et d'autres paiements pourrait nuire à son fils, le 2e duc de Leinster, sur le plan financier. Emily, la duchesse de Leinster et son second mari, reçoivent également une rente de 400 livres par an pour chacun des enfants mineurs qui ont vécu avec elle. Ainsi, Emily et William Ogilvie sont sans doute mieux lotis que le 2e duc, qui vit avec à moins de 7 000 livres par an avec lesquels il doit entretenir deux grandes maisons, de jouer un rôle dans la politique irlandaise, et aussi fournir des dots de 10 000 livres à chacune de ses trois sœurs qui se sont mariées. Il a également à payer d'énormes rentes (2 000 livres) à ses plus jeunes frères Lord Lecale et Lord Henry Fitzgerald, et payer 10 000 livres aux plus jeunes des frères à leur majorité. Comme Emily vit jusqu'en 1814 (survivant au 2e duc de dix ans), toutes ces généreuses dispositions testamentaires, ainsi que les énormes coûts de construction engagés par le 1er duc, ont paralysé la famille Leinster pour des générations.
Quatorze de ses enfants sont morts avant elle. Un de ses fils, Lord Edward FitzGerald, est une figure majeure du mouvement républicain et est tué au cours de la Rébellion Irlandaise de 1798.
Elle est décédée le 27 mars 1814 à Grosvenor Square, Londres.

## Dans la culture populaire
En 1999, six mini-séries basées sur la vie d'Emily Lennox et ses sœurs, sont diffusées au Royaume-uni, appelées Aristocrates.

### Sources
- Stella Tillyard, Aristocrats : Caroline, Emily, Louisa, and Sarah Lennox, 1740-1832, Londres, Chatto & Windus, 1994

1. ↑  A.P.W. Malcolmson, The Pursuit of the Heiress : Aristocratic Marriage in Ireland 1740-1840, Ulster Historical Foundation, 2006, 41 p. (ISBN 1-903688-65-5, lire en ligne)
2. ↑  Mark Bence-Jones, A Guide to Irish County Houses, Londres, Constable, 1988, 320 p. (ISBN 0-09-469990-9), p. 10
3. ↑  « BEAUCLERK,  Charles George (1774-1845), of South Lodge, St. Leonards, nr. Horsham, Suss. | History of Parliament Online », sur www.historyofparliamentonline.org (consulté le 27 mai 2018)
4. ↑  A. P. W. Malcomson (2006). The Pursuit of the Heiress: Aristocratic Marriage in Ireland 1740-1840. Retrieved 25 January 2013.
5. ↑  « Lady Emilia Mary Lennox : Genealogics », sur genealogics.org (consulté le 8 avril 2023).